# Spandet Sogn
Spandet Sogn er et sogn i Ribe Domprovsti (Ribe Stift).
Spandet Sogn hørte til Hviding Herred i Tønder Amt. Spandet sognekommune blev ved kommunalreformen i 1970 indlemmet i Ribe Kommune, der ved strukturreformen i 2007 indgik i Esbjerg Kommune.
I Spandet Sogn ligger Spandet Kirke.
I sognet findes følgende autoriserede stednavne:
- Fjersted (bebyggelse)
- Fjersted Nørremark (bebyggelse)
- Fårmandsbjerg (areal)
- Hølleskov (bebyggelse)
- Lille Spandet (bebyggelse)
- Mølby (bebyggelse)
- Nørbæk (vandareal)
- Spandet (bebyggelse, ejerlav)
- Spandet Gårde (bebyggelse)
- Spandet Mark (bebyggelse)
- Spandetkro (bebyggelse)
- Trekroner (bebyggelse)

## Afstemningsresultat
Folkeafstemningen ved Genforeningen i 1920 gav i Spandet Sogn 375 stemmer for Danmark, 21 for Tyskland. Af vælgerne var 118 tilrejst fra Danmark, 19 fra Tyskland. 